# Declaração de Shusha

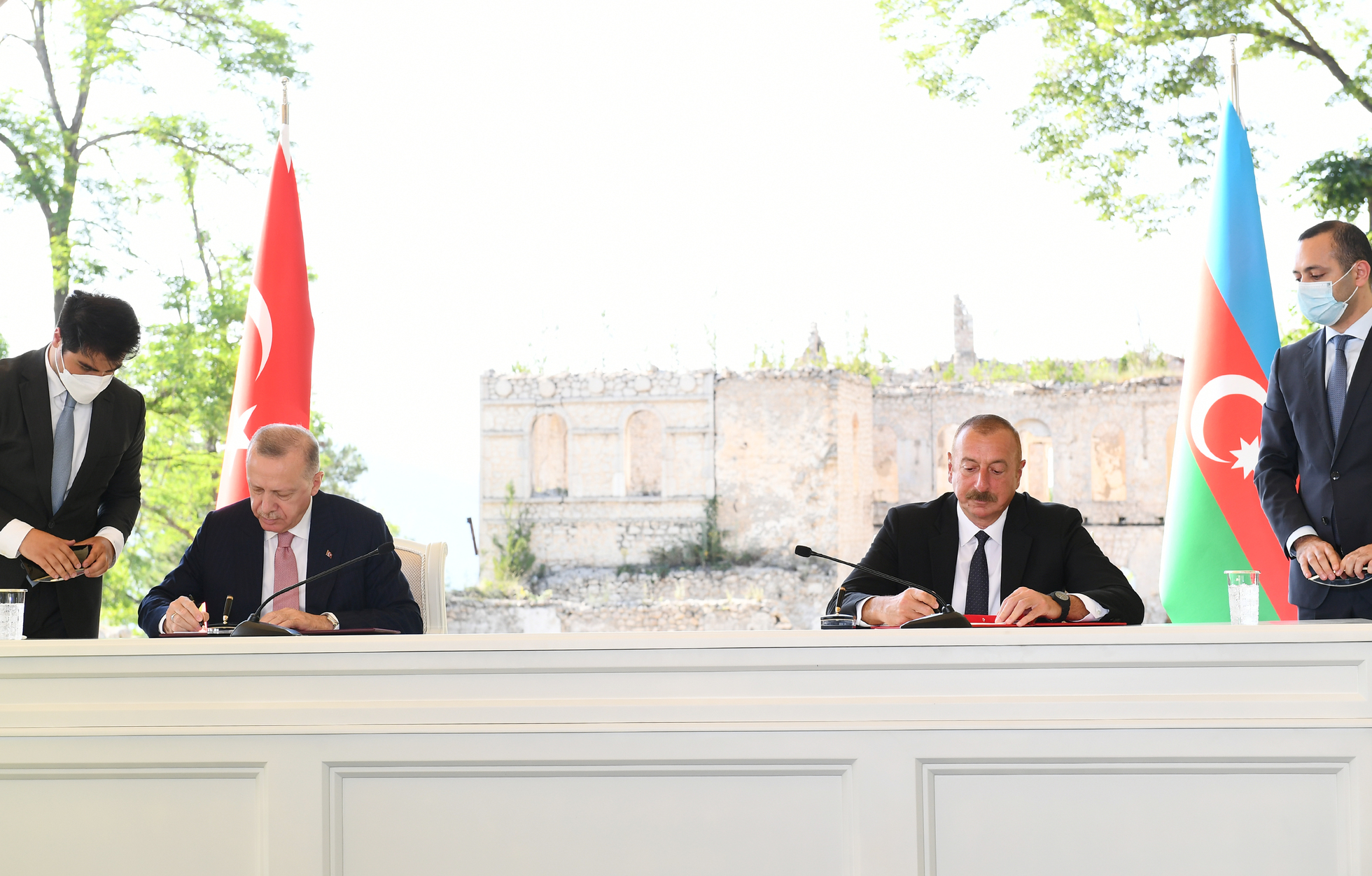
Os presidentes do Azerbaijão e da Turquia durante a assinatura da declaração.

A Declaração de Shusha, oficialmente a Declaração de Shusha sobre a Aliança, é uma declaração de relações aliadas, que foi assinada entre a República do Azerbaijão e a República da Turquia em 15 de junho de 2021.

## História
Em 15 de junho de 2021, uma declaração conjunta sobre as relações aliadas foi assinada em Shusha entre o Presidente do Azerbaijão, Ilham Aliyev, e o Presidente da Turquia, Recep Tayyip Erdoğan, no âmbito da visita oficial de dois dias do líder turco ao Azerbaijão.

## Escopo
A declaração abordou várias questões políticas, econômicas, comerciais, culturais, educacionais, esportivas, a segurança energética, o corredor de gás do sul, a cooperação no campo da indústria de defesa, a cooperação militar e assistência militar mútua, o Corredor de Zanguezur, a cooperação no âmbito da estrutura da plataforma de seis lados (Azerbaijão, Armênia, Rússia, Turquia, Irã, Geórgia), a abertura de um consulado turco em Shusha.

## Segurança regional
De acordo com a declaração, os Conselhos de Segurança da República do Azerbaijão e da República da Turquia realizarão reuniões conjuntas regulares sobre questões de segurança nacional. Essas reuniões abordarão questões de interesse nacional, segurança regional e internacional que afetem os interesses dos envolvidos. As Partes continuarão a implantar esforços conjuntos para reestruturar e modernizar as forças armadas dos dois países irmãos de acordo com as exigências modernas. As Partes apoiarão atividades destinadas a normalizar a vida em áreas libertadas da ocupação armênia, com base na desminagem de áreas minadas.
As partes também prestarão a assistência necessária uma à outra em caso de ameaça ou ataque de um terceiro Estado à independência ou integridade territorial de qualquer uma das partes. A declaração observou que a abertura do Corredor de Zanguezur que conecta a Turquia e o Azerbaijão e a ferrovia Naquichevão-Carse contribuirá para o fortalecimento das relações bilaterais.